# Eurytos de Tarente
Pour les articles homonymes, voir Eurytos.
Eurytos (en grec ancien Εὔρυτος) est un philosophe et mathématicien grec pythagoricien du IVe siècle av. J.-C. Dans sa Vie pythagorique, Jamblique précise qu’Eurytos de Tarente est disciple de Philolaos, tout comme lui natif de Tarente. Il fut l'auteur d’un ouvrage intitulé Traité de la fortune.

## Philosophie
La plus ancienne source sur Eurytos de Tarente est Aristote dans le livre Ν de sa Métaphysique :
« [...] ceux qui affirment que les étants proviennent des éléments et que les nombres sont les premiers étants [...] ne définissent pas non plus du tout en quel sens les nombres sont les répondants des présences et de l'être. Est-ce en tant que limites, comme les points sont les limites des grandeurs, et comme Eurytos fixait le nombre appartenant à chaque chose, tel nombre pour l'homme, tel autre pour le cheval, en figurant au moyen de cailloux les formes de tout ce qui déploie son règne à la manière de ceux qui ramènent les nombres à des formes géométriques telles que le triangle ou le carré ? »
La fin de la dernière phrase, concernant le rapport des nombres aux figures géométriques, est une référence générale aux pythagoriciens et à leur fascination pour les nombres polygonaux. Le reste de cette phrase, à partir de l'évocation du nom d’Eurytos, concerne ce dernier.
Les commentateurs d’Aristote que sont Alexandre d'Aphrodise et Théophraste décrivent le goût d’Eurytos pour les cailloux : ainsi, il prend le nombre 250 pour mesure de l’homme et recherche à cet effet 250 cailloux de toutes les couleurs ; puis, à la façon d'une mosaïque, il reconstitue la silhouette de l’homme avec ces cailloux, pour représenter le visage, le corps, les membres, jusqu’à ce que tous les cailloux soient utilisés, et il en déduisait le nombre de l'être en question.